# 蘇我稻目
蘇我稻目（約506年—570年3月22日），『元興寺伽藍缘起并流記資財帳』记载了一则推古十三年的佛像铭文，其名记作巷哥伊奈米。他是苏我氏头人执政至钦明天皇时代。他是在536年成为大臣。（他父亲是苏我高丽，他儿子是权臣苏我马子）。
他为了巩固权力將两个女儿蘇我堅鹽媛与小姉君也嫁给钦明天皇。將来的用明天皇、崇峻天皇与推古天皇也与苏我氏有关。
在外交上重视大陆与渡来人，他曾邀请百济五经博士王辰尔来日本解读高句丽国書与管理船税。他也热衷引入佛教，根據日本書纪说法百济圣明王时传入佛教，在信仰佛教问题上与物部氏不合。
1. ↑  . himiko-y.com.   [2024-09-20]. （原始内容存档于2024-09-13）.